# 多倫多市政府
多倫多市政府（英語：municipal government of Toronto，又稱或）是加拿大安大略省多倫多的地方政府。其架構及權力在《多倫多市法令》中列明。
多倫多市政府的權力由其立法機構多倫多市議會行使，該機構由市長及25名市議員組成。市議會制定附例，批准支出，並直接負責監察城市及其機構提供的服務。

### 書目
- Sewell, John. . Toronto, Ontario: University of Toronto Press. 1993. ISBN 0-8020-7409-X.
- Sewell, John. . Toronto, Ontario: University of Toronto Press. 2009. ISBN 9780802098849.

## 外部連結
- 官方网站
- Toronto municipal budget